# Flagami
Flagami est un quartier de la ville de Miami aux États-Unis. L'Aéroport international de Miami est situé juste au nord du quartier.